# Freedom (låt av Mariam Shengelia)
Freedom är en låt framförd av den georgiska sångerskan Mariam Shengelia. Låten, som är skriven av Keti Gabisziani och Buka Kartozia, representerade Georgien i Eurovision Song Contest 2025 i Basel i Schweiz. Bidraget gick inte vidare till final.